# Danmark ved sommer-OL 1976
Danmark deltog ved de olympiske sommerlege i Montreal, Canada. 66 deltagere, 56 mænd og 10 kvinder, deltog i 40 konkurrencer i 15 sportsgrene og vandt tilsammen tre medaljer